# Beth Orton
Beth Orton (Dearham, 14 december 1970) is een Britse singer-songwriter die zich qua stijl begeeft op het snijvlak van folk en elektronica. Haar geluid werd ook al eens geduid als folktronica. Later in haar carrière bewoog ze meer richting de folkrock. Orton werd bekend door haar bijdragen aan nummers van danceartiesten als William Orbit en de Chemical Brothers. Ze wist echter ook een solocarrière op te bouwen. Orton treedt daarnaast sporadisch op als actrice.

## Jonge jaren
Orton werd geboren in Dearham, maar verhuisde op haar veertiende naar Londen. Haar vader, die het gezin verliet toen ze 11 was, was architect. Haar moeder Christine Orton was politiek activiste en publiciste. Na het overlijden van haar moeder reisde Beth een tijdje en verbleef ze ook een tijd in een Thais klooster. Ze onderhield zichzelf met diverse baantjes. Daarna probeerde ze een carrière als actrice op te bouwen.

## Zangcarrière
Haar leven nam een andere wending toen ze in 1992 William Orbit ontmoette op een feest. Nadat ze een sigaret van hem had gevraagd bleven ze via een wederzijdse kennis met elkaar in contact. Het klikte tussen de twee en ze kregen een relatie. Hij haalde Beth over om te zingen in de door Orbit geproduceerde tracks. Daarvoor richtte hij het project Spill op, waarmee het nummer Don't Wanna Know 'Bout Evil (1992) werd opgenomen. Een jaar later namen ze het nummer Water From A Vine Leaf (1993) op, dat werd uitgebracht onder Orbits eigen naam op het album Strange Cargo III. Daarna namen ze meer songs op. Dit resulteerde in het album Superpinkymandy, dat in Japan in een zeer beperkte oplage (5000 stuks) werd uitgebracht. Beth zong voorts tracks voor het album Hinterland (1995) van Orbit. Haar stem werd ook ontdekt door de Chemical Brothers. Ze nodigden haar uit om de songs One Too Many Mornings en Alive Alone te zingen op hun debuutalbum Exit Planet Dust. Voorts nam ze muziek op met Red Snapper.

## Solodoorbraak
Haar doorbraak als soloartieste kwam eind 1996 met het album Trailer Park. Het album werd geproduceerd door Andrew Weatherall. De keuze was op hem gevallen omdat ze gecharmeerd was van diens productie op het album Screamadalica (1991) van Primal Scream. Met Trailer Park werd het folktronica-geluid op de kaart gezet. Het album werd tweemaal genomineerd voor de Brit Awards. De belangrijkste single werd She Cries Your Name, een bewerking van een nummer dat ze eerder met William Orbit had gemaakt. De muzikale lijn van dit album werd voortgezet op Central Reservation (1999). Hierop werkte ze samen met Terry Callier, The Blow Monkeys en Ben Watt (Everything But The Girl). Het leverde haar een nominatie op voor de Mercury Music Prize en ze sleepte een van de Brit Awards in de wacht voor beste vrouwelijke artiest. In 2001 speelde ze een klein filmrolletje in de film Southlander. Het album Daybreaker (2002) werd het bestverkochte album van Orton. Het bereikte de zesde plek in de Britse albumlijsten. Op dit album werkte ze samen met artiesten als Emmylou Harris, Ryan Adams en Four Tet. De tournee eindigde in 2003 in een uitverkochte Royal Albert Hall. In de Verenigde Staten werd The Other Side of Daybreak (2003) uitgegeven. Hierop stonden B-kantjes en remixen. Tussen de bedrijven door bleef ze diverse tracks zingen voor de Chemical Brothers. Verder werkte ze samen met Massive Attack, maar deze tracks verdwenen in het archief van de band. In 2003 werkte ze weer samen met William Orbit, met wie de relatie inmiddels voorbij was. Met zanger Finley Quaye werd het nummer Dice opgenomen, dat op diens album Much More Than Much Love (2003) staat. Ze speelde ook een eenmalige rol in de tv-serie Charmed (2003).

## Nieuwe koers
Na 2003 werd het een tijd wat rustiger. Ze verliet haar label Heavenly Records voor Astralwerks. Wel speelde ze een nummer voor Leonard Cohen: I'm Your Man (2005), dat werd gemaakt over de carrière van Leonard Cohen. In 2006 verscheen het album Comfort of Strangers, geproduceerd door Jim O'Rourke. Met dit album nam Beth afscheid van de folktronica en richtte ze zich meer op folkrock. Het album was moeizaam tot stand gekomen met haar label en de daaruit voortkomende wisseling. Ook werkte ze mee aan het charitatieve nummer Sing (2007) van Annie Lennox. In de zomer van 2006 beviel Beth van een dochter, waardoor haar tournee tijdelijk opgeschort moest worden. De relatie met de vader liep stuk, waardoor ze alleenstaand moeder werd. In 2011 trouwde ze met folkzanger Sam Amidon. Samen kregen ze in 2011 een kind. Amidon werkte mee aan het album Sugaring Season (2012), dat geproduceerd werd door Tucker Martine. Aan het album werkten Laura Veirs en Tom Rowlands (Chemical Brothers) mee.

## Trivia
- Beth lijdt sinds haar zeventiende aan de ziekte van Crohn.[7]
- De uitgaven van Orton zijn klimaatneutraal. Voor de CO2 die vrijkomt bij de productie van haar albums worden ter compensatie bomen geplant.[8]

## Prijzen
Gewonnen:

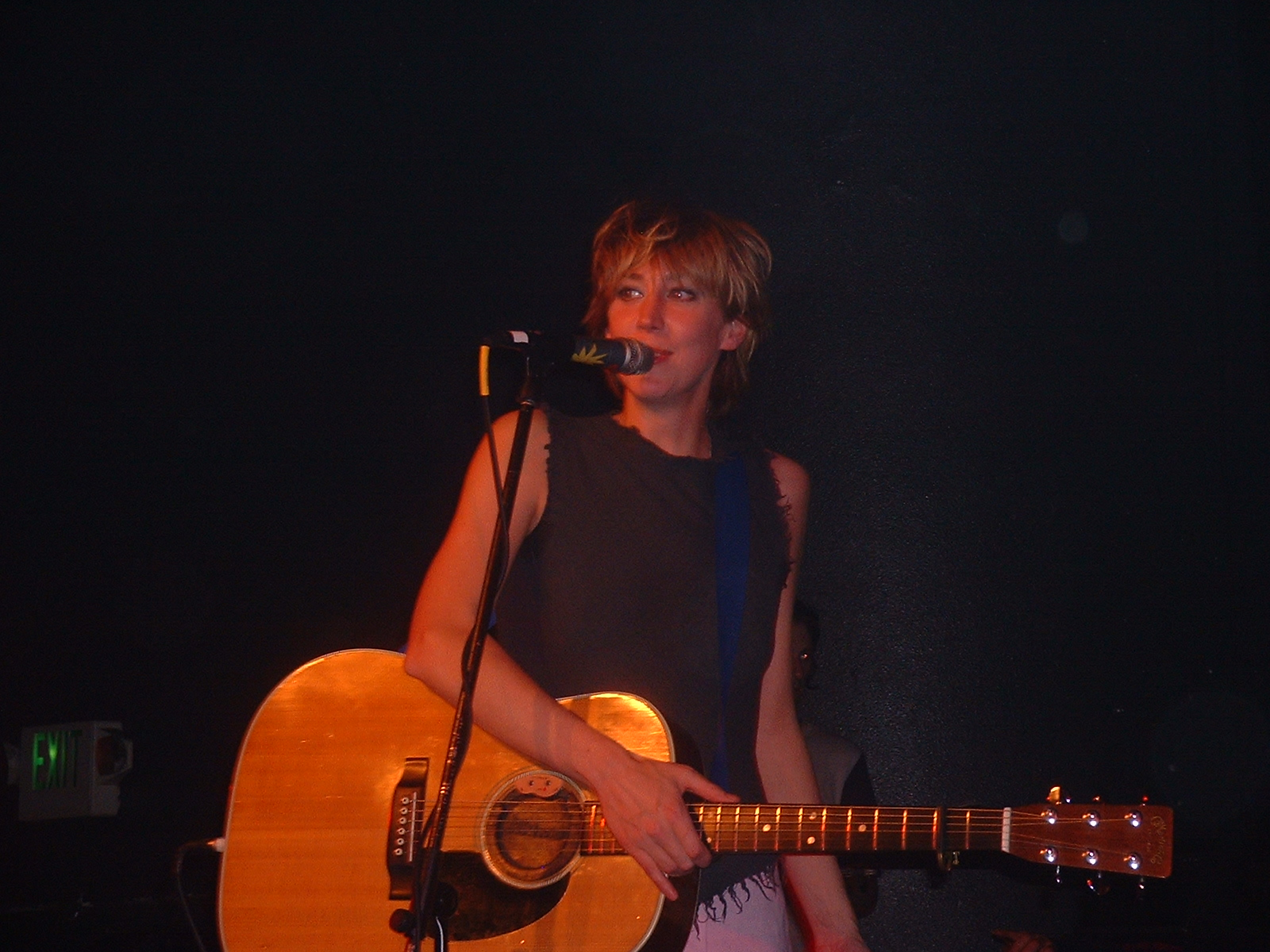
Beth Orton Live

- Brit Awards Best Female Artist (2000)

Genomineerd:
- Brit Awards Best Female Artist (1997)
- Brit Awards Best Newcomer (1997)
- Mercury Music Prize (1997) voor Trailer Park
- Mercury Music Prize (2000) voor Central Reservation

## Discografie

### Albums
- Superpinkymandy (1993)
- Trailer Park (1996)
- Central Reservation (1999)
- Daybreaker (2002)
- Comfort of Strangers (2006)
- Sugaring Season (2012)
- Weather alive (2022)

### Singles
- Don't Wanna Know 'Bout Evil (als Spill) (1992)
- Water From A Vine Leaf (ft. William Orbit) (1993)
- I Wish I Never Saw The Sunshine (1996)
- She Cries Your Name (1996)
- Touch Me With Your Love (1997)
- Someone's Daughter (1997)
- Best Bit EP (ft. Terry Callier) (1997)
- Central Reservation (1999)
- Stolen Car (1999)
- Concrete Sky EP (2002)
- Anywhere (2002)
- Daybreaker (2002)
- Thinking About Tomorrow (2002)
- Dice (ft. William Orbit & Finley Quaye) (2003)
- Heart Of Soul (2005)
- Conceived (2006)
- Shopping Trolley/Comfort Of Strangers (2007)
- Magpie (2012)
- Call Me Breeze (2012)